# Osbornellus albolineus
Osbornellus albolineus är en insektsart som beskrevs av Delong 1941. Osbornellus albolineus ingår i släktet Osbornellus och familjen dvärgstritar. Inga underarter finns listade i Catalogue of Life.